# Meybod
Meybod (persan : ميبد), est une ville de  la Province de Yazd en Iran, située à environ 70 kilomètres  au nord-ouest de Yazd. Fin 2012, sa population est estimée à environ 70 000 habitants.

## Histoire
Meybod  est une ville ancienne qui remonte à la période pré-islamique : l'endroit était déjà habité à l'époque mède et on  y a trouvé de nombreuses pièces de monnaie sassanides.
Elle connut une importance centrale à l’époque de la dynastie muzzafiride qui régnait sur les provinces centrales de l’Iran du XIVe siècle.
La forteresse de Narin Qaleh daterait pour partie de l'époque mède. Elle a servi de siège militaire sous les muzzafirides et a été conquise, puis détruite partiellement par les armées de Tamerlan.
Meybod a été un centre de production de céramiques argileuse, puis, depuis la fin du XIXe siècle de céramique siliceuse, avant de se consacrer principalement, dès la fin du XXe siècle, à la porcelaine.

## Monuments
Outre la forteresse de Narin Qaleh et la Grande Mosquée, Meybod abrite le mausolée de Khadijeh Khâtoun, le caravansérail Shâh-’Abbâsi, un  pigeonnier, des badgirs, un  yakhchal, un musée de la céramique et un musée du tapis.

## Galerie

Quelques vues de Meybod
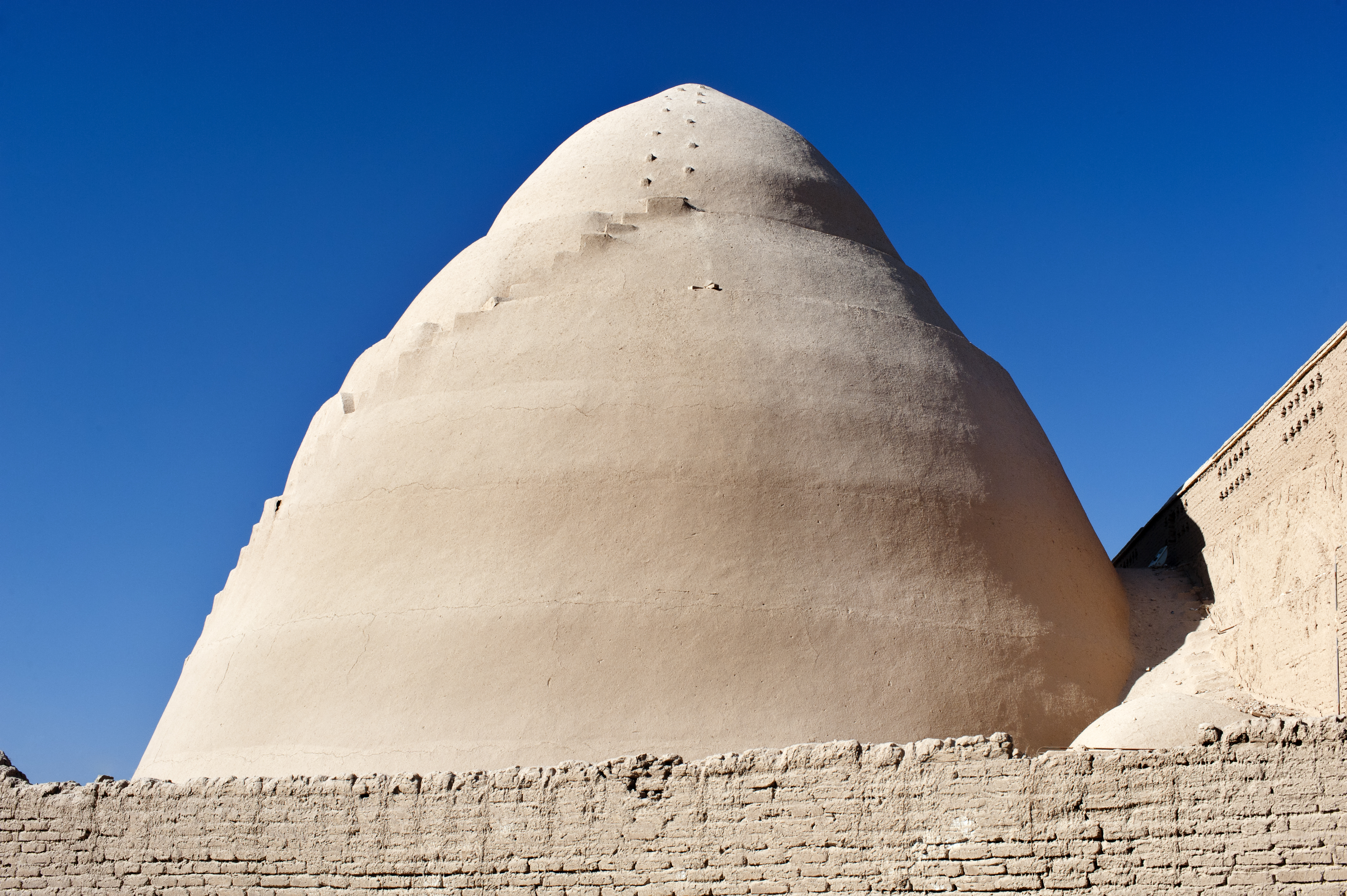
Yakhchal à Meybod. (Les murs épais de ces constructions permettaient de stocker la glace jusqu'en été).
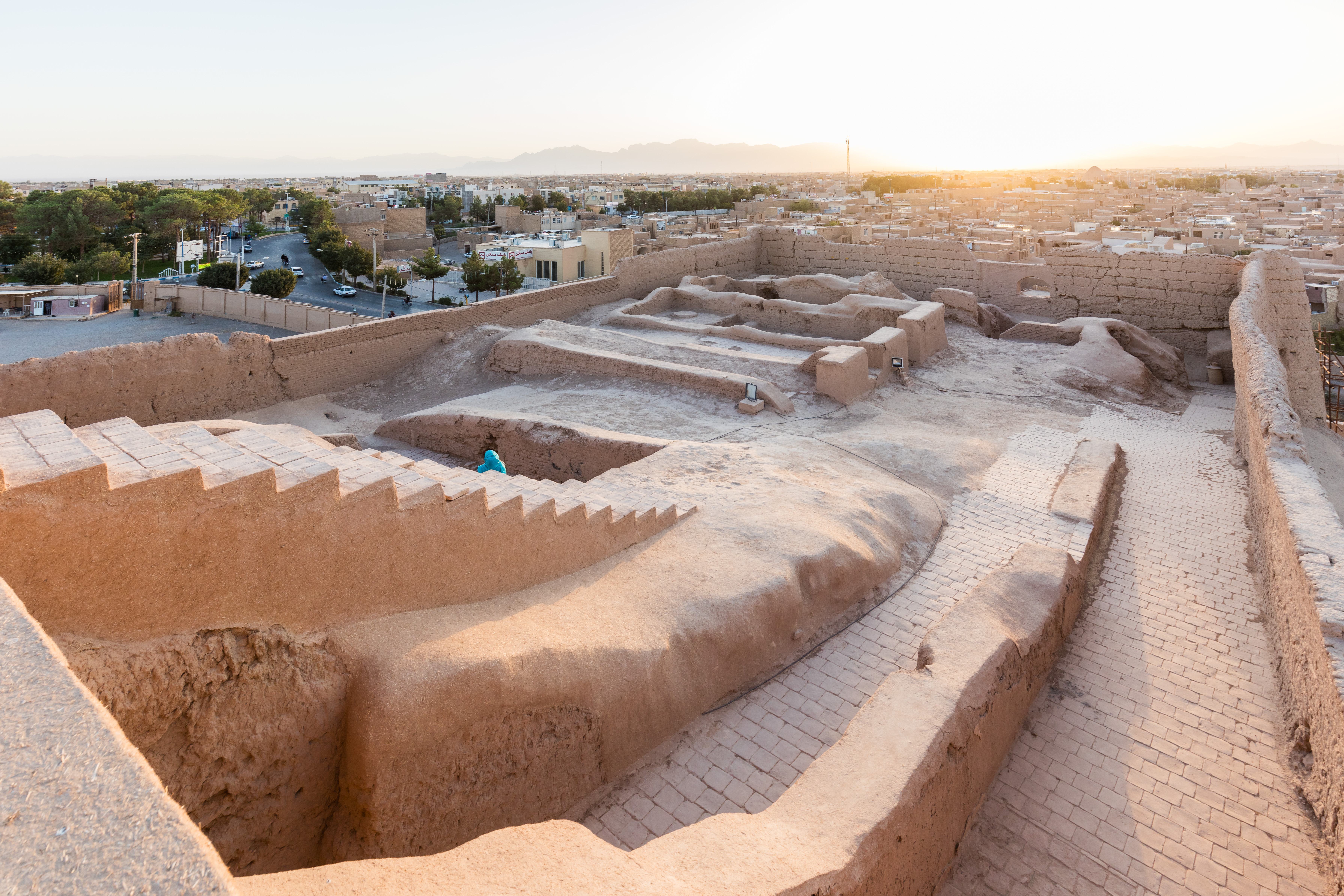
Forteresse de Narin Qaleh.
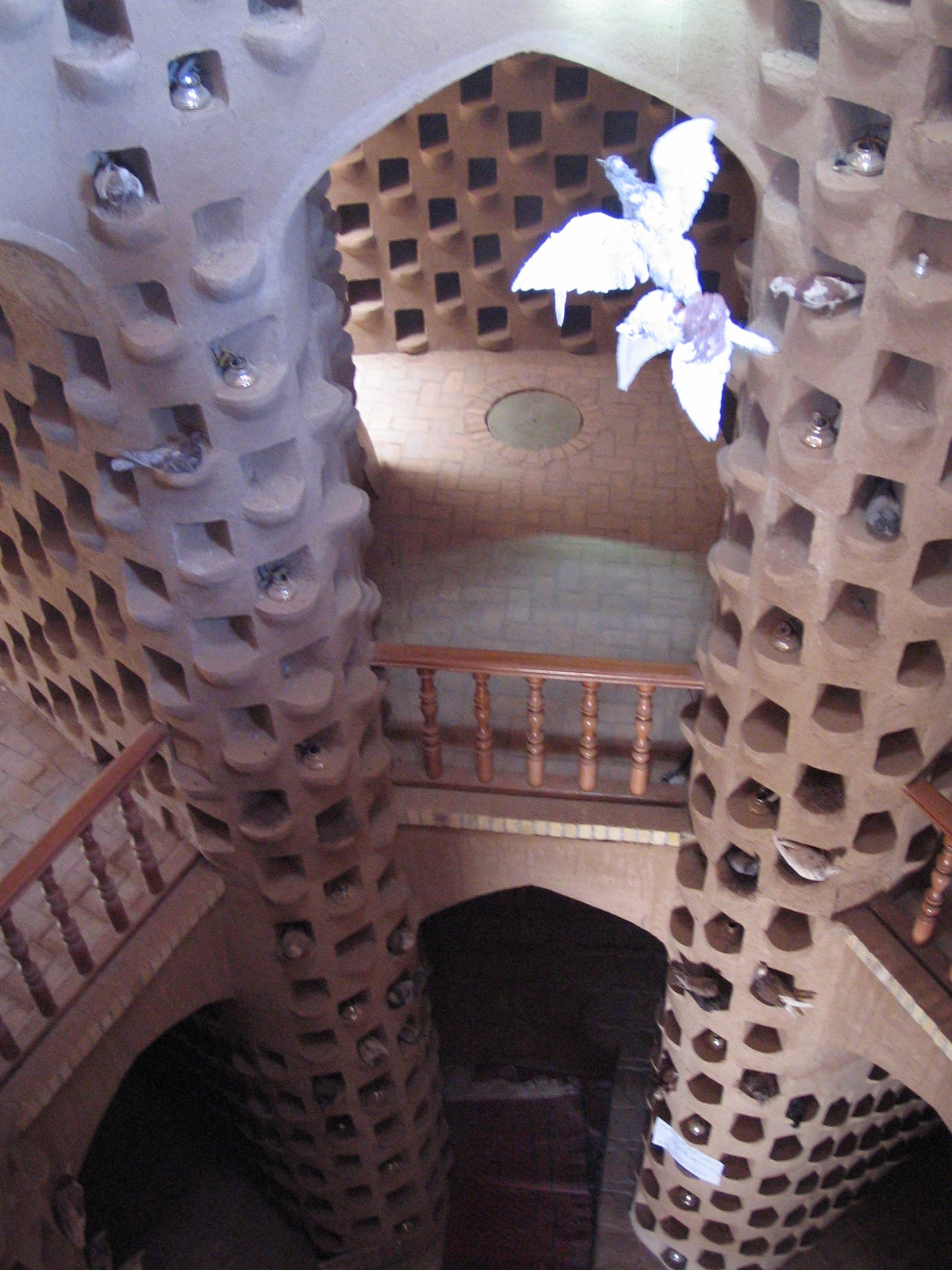
Pigeonnier à Meybod.
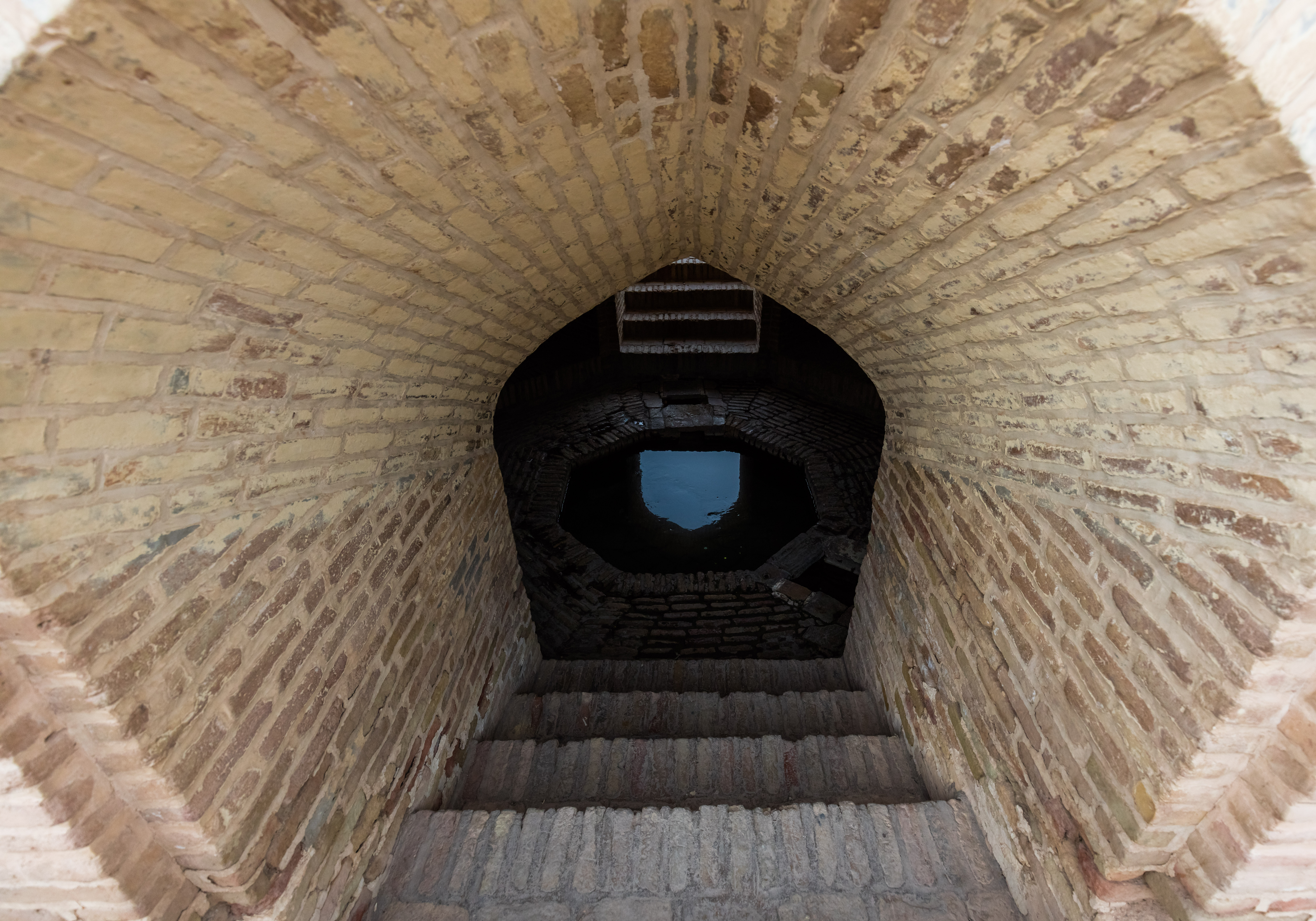
Puits à eau
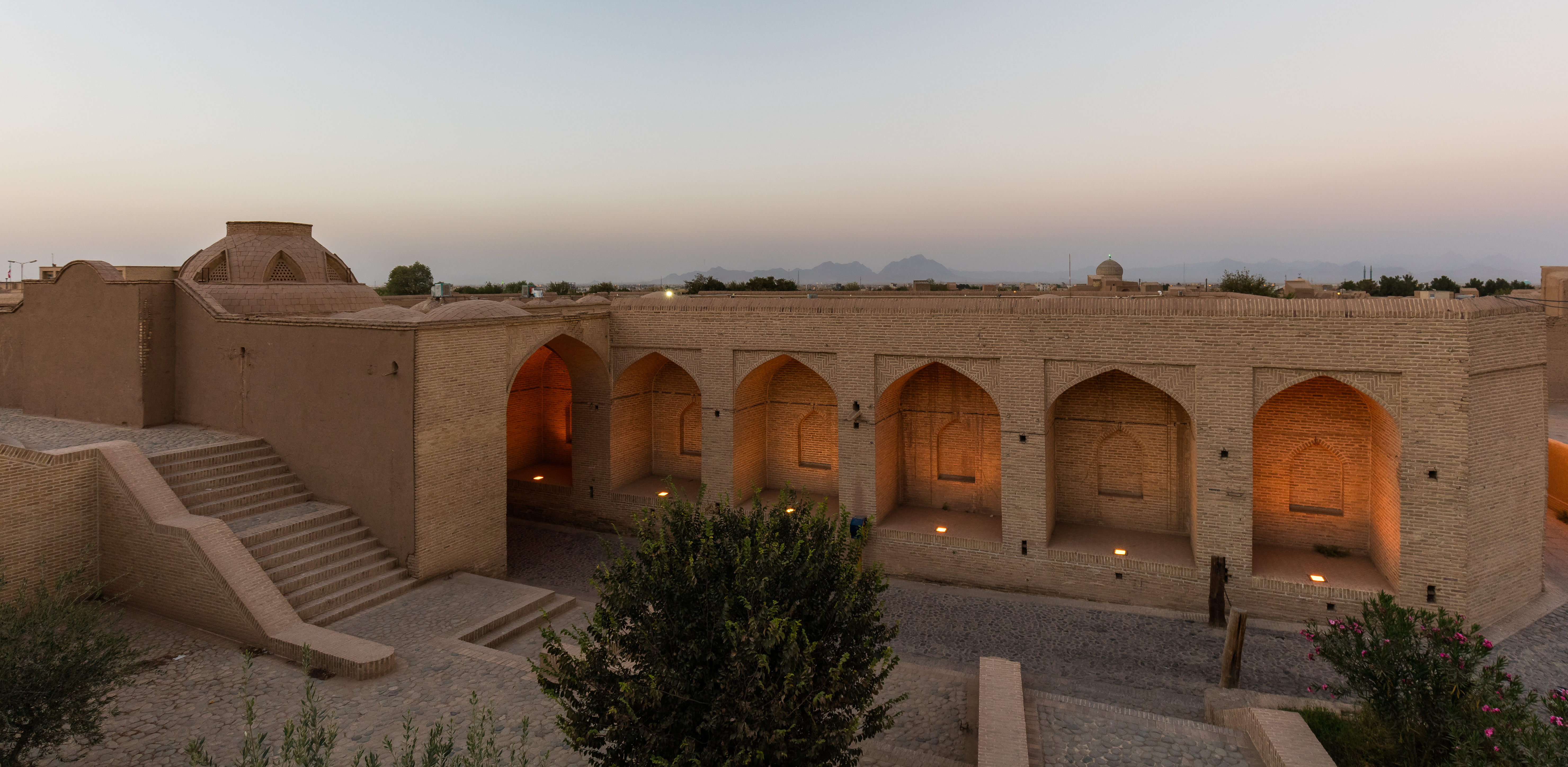
Caravansérail
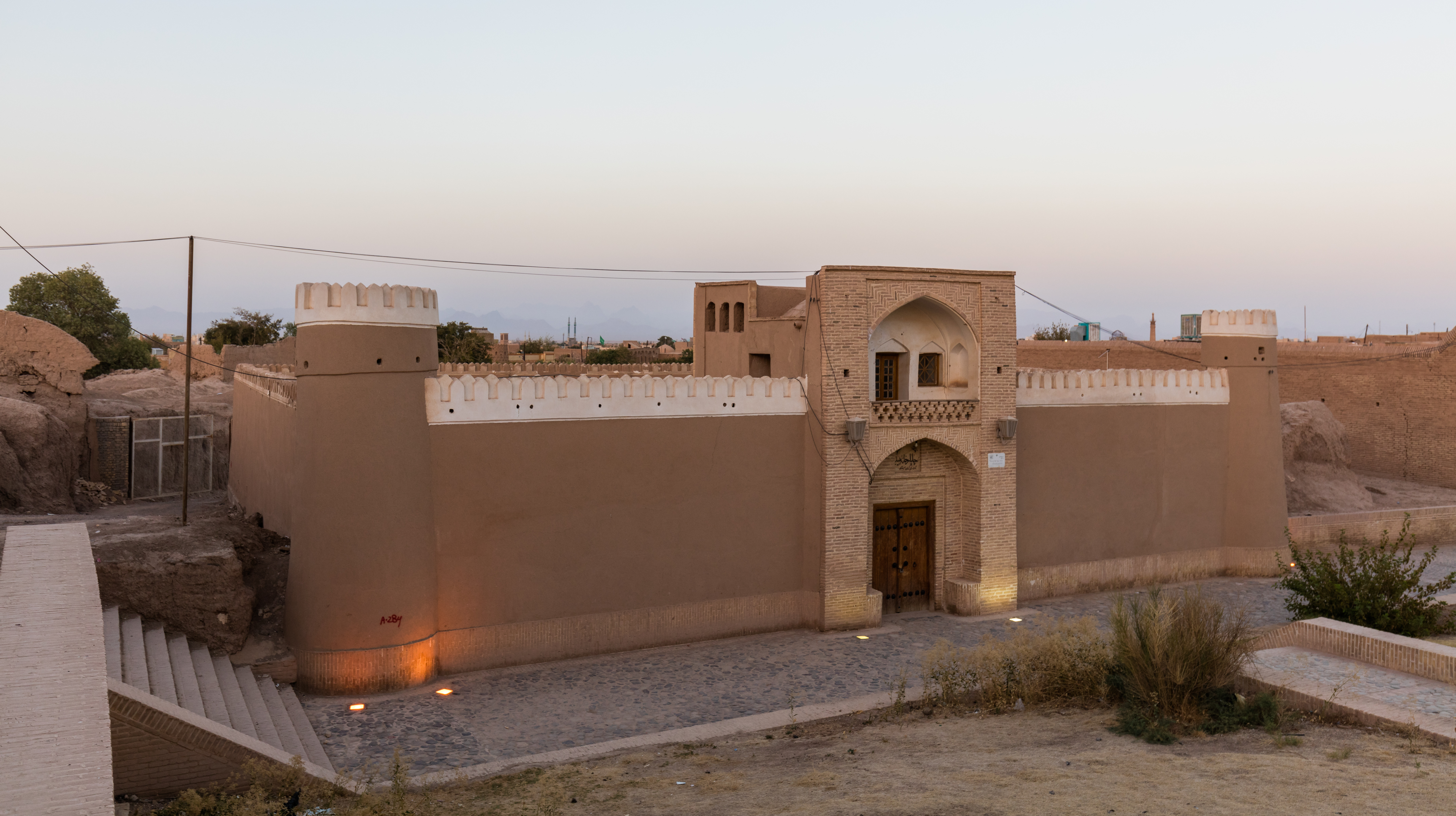
Château